# Piero Carpella
Piero Carpella (fl. XX secolo) è stato un calciatore italiano, di ruolo ala.

## Carriera
Ha disputato con la maglia del Brescia la stagione 1913-14 in Prima Categoria nel ruolo di ala ambidestra, esordendo a Verona il 12 ottobre 1913 nella partita Hellas Verona-Brescia (4-0), ha realizzato anche tre reti, la prima ai Volontari Venezia, poi una doppietta al Venezia. Alla ripresa dei campionati di calcio dopo il conflitto mondiale, Piero Carpella è stato un arbitro di calcio.